# 毛槩 (嘉靖進士)
毛槩（1495年—？），字世節，山東萊州府掖縣人，民籍，明朝政治人物。

## 生平
嘉靖四年（1525年）乙酉科山東鄉試第九名舉人。嘉靖十四年（1535年）中式乙未科會試第二百八十名。嘉靖十四年，登進士第三甲第二名進士。

## 家族
曾祖毛福英，曾任累贈光祿太夫柱國少保兼太子太保戶部尚書武英殿大學士；祖父毛敏，曾任教授 封谕德，累贈光祿太夫柱國少保兼太子太保戶部尚書武英殿大學士；父毛紀，曾任光祿太夫柱國少保兼太子太保吏部尚書武英殿大學士。母官氏（封一品夫人）。严侍下。兄毛棻，顺天府推官。弟毛槃，贡士；毛渠，礼部郎中；毛業；毛集，官生。